# Старогардски окръг
Старогардски окръг (на полски: Powiat starogardzki; на кашубски: Starogardzczi kréz) е окръг в южната част на Поморското войводство, Полша. Заема площ от 1345,34 км2.
Административен център е град Старогард Гдански.

## География
Окръгът е разположен в етно-културната област Кочевия, която е част от историческия регион Померелия (Гданска Померания).
На запад окръга граничи с Хойнишки и Кошчежински окръзи, на север с Гдански окръг, на изток с Тчевски окръг и на юг в Куявско-Поморското войводство.

## Население
Населението на окръга възлиза на 126 816 души (2012 г.). Гъстотата е 94 души на км2.

## Административно деление
Окръгът се дели на 13 общини(гмини).
| Карта                      | Общини |
| -------------------------- | --- |
| Карта на Старогарски окръг | Градски общини: - Скурч - Старогард Гдански - Чарна Вода Градско-селска община: - Община Скаршеви Селски общини: - Община Бобово - Община Граничне Сментово - Община Зблево - Община Калиска - Община Любихово - Община Ошек - Община Ошечна - община Скурч - Община Старогард Гдански |

## Галерия
- Скаршеви
- Скурч
- Старогард Гдански
- Чарна Вода